# 梅山灌区
梅山灌区是位于中国河南省固始县的一个灌区，其水源为史河上游的梅山水库。灌区设计面积65.3万亩，实际面积为54万亩，进水闸设计流量为116立方米每秒。